# Andrea Cavallo
Andrea Cavallo (Torino, 1974) è un pianista, tastierista e compositore italiano.

## Biografia

### Contrappunto
Dopo aver fatto parte di varie band giovanili, forma nel 1995 i Contrappunto, gruppo di rock progressivo di cui è cantante oltre che musicista. Dopo due demo e con una formazione allargata a cinque elementi il gruppo pubblica nel 1998 il primo album, Subsidea, edito dall'etichetta brasiliana PRW con distribuzione internazionale, contenente solo composizioni di Cavallo.
Nel 2001 ha pubblicato sempre con i Contrappunto ma in una formazione diversa il secondo album Lilith, edito anche questo per PRW, dove anche in questo secondo lavoro tutte le composizioni sono di Andrea Cavallo.

### Contrappunto Project
Dopo l'esperienza di rock progressivo, per la prima volta affronta la musica “scritta”, cambiando il nome del gruppo, che diventa Contrappunto Project, in riferimento ad un ensemble accademico ma allo stesso tempo variabile, cangiante. Il risultato è Elegie d'inverno (Mellow, 2003), album da camera che include partiture per flauto, clarinetto, bandoneon, corno e tromba. Anche la casa discografica cambia: si tratta infatti dell'italiana Mellow Records.

### Carriera solista
In seguito ha scelto di dedicarsi solo al pianoforte registrando una serie di concerti dal vivo, da è scaturita la pubblicazione di un live in piano solo, Racconti piano e forte. L'album è uscito per l'etichetta americana Eroica Classical Recordings, nel 2008. Si tratta di un disco costituito da improvvisazioni estemporanee. Questa è la prima volta che il musicista utilizza questo approccio, abbracciato spesso nelle esibizioni live a seguire. Giunge anche l'inserimento nel database di AllMusic.
Prosegue la carriera di pianista/compositore con l'album Desire, uscito nel 2009, sempre per Eroica, si tratta questa volta di un ritorno alla composizione. Oltre alle interviste, arrivano anche i primi articoli retrospettivi sulla carriera dell'artista ed il primo servizio TV, oltre alla segnalazione dell'emittente MTV.

### 51 dischi per vivere meglio
Nel 2010 si dedica alla scrittura, elabora e scrive dunque un libro di critica musicale, 51 Dischi per vivere meglio pubblicato per Ananke, cui allega un nuovo album del Contrappunto Project, Come balle di fieno. Il libro ed il disco costituiscono ad oggi l'ultima fatica dell'artista, che diviene dunque oltreché musicista anche saggista.

### Dante's Divine Comedy e Illiad
Importante risulta anche la collaborazione con la produzione tra il magazine finlandese Colossus e la casa discografica francese Musea in relazione ad alcune compilation, cui l'artista ha collaborato con composizioni pianistiche.

### Collaborazioni con le altre arti
Nel 2016 Cavallo realizza la colonna sonora de "I Volti della via francigena" di Fabio Dipinto.
Nel 2020 pubblica il cd "Il corpi del culto", realizzato con il poeta Ivan Fassio.
Nel 2022 porta a Torino il Bloomsday, format nato a Dublino negli anni '50 volto a commemorare e diffondere l'Ulisse, il capolavoro di James Joyce. In occasione del festival pubblica e presenta un disco registrato dal vivo nel 2018 e dedicato al romanzo, "Rejoyce! Sketches from Ulysses".

### Inside the Beatles
Nel 2017 esce Inside the Beatles, monografia dedicata a 51 brani della celebre band di Liverpool. L'idea è quella di proporre un'esegesi, una guida all'ascolto di una selezione dei brani del gruppo. Un'operazione lontana pertanto dal mero giornalismo musicale e volta a consegnare all'ascoltatore un'analisi dei pezzi selezionati. Correda il libro un disco, "Rifrazioni", nel quale Cavallo effettua una rielaborazione pianistica di alcune song della band, secondo, appunto, il fenomeno della rifrazione: un cambio di direzione del fascio di luce a causa di un ostacolo, che in questo caso è l'autore stesso. Reinterpreta, traduce, modifica.

### Improvvisare Musica
Nel 2021 viene pubblicato Improvvisare Musica, un manuale per il musicista del XXI secolo che voglia porsi come improvvisatore tenendo conto di tutti i generi musicali, dalla polifonia quattrocentesca fino ai giorni nostri, passando attraverso la musica classica, il jazz, il rock, le colonne sonore e le musiche dal mondo. Con la prefazione di Furio Di Castri, è corredato da un eserciziario e da esempi sul pentagramma 

### Collaborazione con la "Edizioni Underground?"
Nel 2023 esce "Tutte le volte che - Epopea a episodi tra i dischi". È un'opera che si divide tra la narrativa degli episodi che la costituiscono e le schede in calce a ciascuno di essi, che analizzano i dischi, dando il titolo ai medesimi.
Nel 2024 Cavallo pubblica "Sonata Ciclica - La Sonata in Si minore di Liszt tra sogno e realtà". Si tratta di un lavoro che include musica, teatro e saggistica musicale, nel nome del capolavoro composto dal pianista ungherese.

## Discografia

### Con i Contrappunto
- 1998 - Subsidea (PRW/MEGAHARD)[24]
- 2001 - Lilith (PRW/MEGAHARD)[25]

### Con i Contrappunto Project
- 2003 - Elegie d'inverno (Mellow Records)[26]
- 2011 - Come balle di fieno (Ananke, allegato al libro 51 Dischi per vivere meglio)[27]

### Solista
- 2008 - Racconti piano e forte (Eroica Classical Distribution)[28]
- 2009 - Desire (Eroica Classical Distribution)[28]
- 2017 - Rifrazioni (Effedì, allegato al libro Inside the Beatles)
- 2022 - Rejoyce! Sketches from "Ulysses" (Spazio Parentesi)[29]

### Partecipazioni a compilation
- 2008 - Dante's Divine Comedy - Inferno  - (Musea)[30]
- 2009 - Dante's Divine Comedy - Purgatorio - (Musea)[31]
- 2010 - Iliad - A Grand Piano Extravaganza - (Musea)[32]

### Come arrangiatore
- 2010 - Marco Gaddi - La tana delle nubi[33]

### Colonne sonore
- 2016 - I volti della Via Francigena (documentario, regia di Fabio Dipinto)[34]

### Come session man
- 2017 - Giangilberto Monti - Canti Ribelli[36]
- 2022 - Andrea Pavoni - Canzoni in verticale[37]

## Opere
- 2011 - 51 Dischi per vivere meglio (Ananke)[38]
- 2017 - Inside the Beatles (Effedì)[39]
- 2020 - I Corpi del Culto, con Ivan Fassio (Raineri Vivaldelli)[40]
- 2021 - Improvvisare Musica (Voglino Editrice - Musica Practica)[41]
- 2023 - Tutte le volte che - Epopea a episodi tra i dischi (Edizioni Underground?) [42]
- 2024 - Sonata Ciclica - La Sonata in Si minore di Liszt tra sogno e realtà (Edizioni Underground?) [23]